# Лиророга антилопа
Лиророгата антилопа още сасаби (Damaliscus lunatus) е вид бозайник от семейство Кухороги (Bovidae). Видът не е застрашен от изчезване.

## Разпространение и местообитание
Разпространен е в Ангола, Бенин, Ботсвана, Буркина Фасо, Гана, Демократична република Конго, Етиопия, Замбия, Зимбабве, Камерун, Кения, Намибия, Нигер, Нигерия, Руанда, Сомалия, Танзания, Уганда, Централноафриканска република, Чад, Южен Судан и Южна Африка. Реинтродуциран е в Свазиленд.
Регионално е изчезнал в Бурунди, Гамбия, Мавритания, Мали, Мозамбик и Сенегал и вероятно е изчезнал в Того.
Обитава наводнени райони, гористи местности, места със суха почва, национални паркове, поляни, ливади, храсталаци, савани, крайбрежия, плажове, плата и езера.

## Описание
На дължина достигат до 1,7 m, а теглото им е около 136 kg.
Продължителността им на живот е около 18 години. Популацията на вида е намаляваща.